# Rachiv (rajon)
De rajon Rachiv (Oekraïens: Рахівський район) is een rajon of district van de Oekraïense oblast Transkarpatië. Het is gelegen in het oostelijke deel van de oblast en beslaat 1845,2 km². De bevolking van de rajon telde 82.800 inwoners in 2020. De bevolking bestaat met name uit Oekraïners. Het bestuurlijke centrum wordt gevormd door de stad Rachiv. 
De rajon is verdeeld in 4 gemeenten, waaronder één stad: Rachiv.
De gemeenten zijn:
- Rachiv
- Jassinja
- Velykyj Bytsjkiv
- Bogdan

Bij resolutie van de Verchovna Rada werden op 17 juli 2020 de grenzen van de rajons van Oekraïne hertekend.  Voor de rajon Rachiv had dit tot gevolg dat de oppervlakte van 1.892 tot 1.845 km² kromp, en hierbij de bevolking van 92.782 op 1 januari 2020 tot 82.800 na de hertekening daalde. De aan de rajon onttrokken gebieden, met de dorpen Bila Tserkva, Dobrik en Serednye Vodyane, werden toegevoegd aan het direct ten westen gelegen rajon Tjatsjiv.
De hoogste berg van Oekraïne ligt in de gemeente Bogdan, de berg Hoverla nabij de gelijknamige plaats. Over de weg is de berg te bereiken via het dorp Bogdan. 